# Паньків Юрій Михайлович
Юрій Михайлович Паньків (нар. 3 листопада 1984, Львів, УРСР, СРСР) — український футболіст, воротар.

## Кар'єра

### Юнацька кар'єра
Вихованець СДЮШОР «Карпати» (Львів). Перший тренер — Ярослав Кікоть.
У дитячо-юнацькій футбольній лізі Україні почав виступати в 1998 році за «Карпати». Потім він короткий час він грав за «Форум-Аякс» (Копачівка, Хмельницька область) та УФК (Львів). З 1999 року по 2001 знову виступав за «Карпати». У 2001 році недовго виступав за луцьку «Волинь» в ДЮФЛ.
7 березня 2001 року зіграв за юнацьку збірну Україну до 16 років в матчі кваліфікації юнацького чемпіонату Європи 2001 року проти Туреччини, який закінчився поразкою українців з рахунком 1:2.

### «Карпати»

#### Фарм-клуби «Карпат»
Попри те, що Паньків з 1999 року потрапляв у заявку на матчі «Карпат-2» у другій лізі Україні, дебютував у професійному футболі він лише 28 квітня 2001 року у складі «Карпат-2» в домашньому матчі проти «Тернополя-Ниви-2» (Тернопіль), який завершився розгромною перемогою львів'ян з рахунком 7:0. Паньків вийшов на поле на 78 хвилині замість Назара Литвина. Окрім гри за «Карпати-2», які з літа 2001 року виступали в першій лізі, Паньків виступав і за «Галичину-Карпати», яка з 2001 по 2004 рік виступала у другій лізі, поки туди не опустились «Карпати-2».
У сезоні 2004/05 Паньків разом з «Карпатами-2» став бронзовим призером другої ліги. Всього Юрій провів за «Карпати-2» 28 ігор, а за «Галичину-Карпати» — 40. Крім того, Паньків також потрапляв у заявку на матчі основної команди «Карпат», проте жодного разу не вийшов на поле.

#### Оренди
У 2005 році Паньків недовго виступав на правах оренди за бурштинський «Енергетик» у Першій лізі й зіграв у його складі у 8 матчах, в яких пропустив 6 м'ячів. В «Енергетику» він виступав з іншим орендованим гравцем «Карпат» Миколою Грештою.
Другу половину сезону 2005/06 Паньків провів в іншому першоліговому клубі «Газовику-Скалі» з міста Стрия. Всього за команду він зіграв у 4 іграх.
Влітку 2006 року Юрій був відданий в оренду в новостворений ФК «Львів», в якому провів 10 матчів і пропустив 15 м'ячів. У грудні 2006 року Паньків був виставлений на трансфер «Карпатами», так як у складі «Карпат» Юрій не зміг закріпитись через велику конкуренцію на позиції воротаря.

### «Десна»
На початку 2007 року воротар підписав контракт з чернігівською «Десною». 20 березня 2007 зіграв єдиний матч у складі команди в домашній грі проти «Львова», який завершився поразкою чернігівців з рахунком 1:2. Паньків пропустив два м'ячі від Олександра Мандзюка та Юрія Кудінова й на 31-й хвилині його замінив Віктор Литвин.

### «Нива»
Влітку 2007 року Паньків перейшов у тернопільську «Ниву». За визнанням самого Паньківа, саме в цей час він думав про завершення кар'єри футболіста. У сезоні 2007/08 «Нива» разом з Паньківим стала срібним призером Другої ліги. Усього за «Ниву» Юрій зіграв півтора сезону, вийшовши на поле 23 рази.

### «Олександрія»
На початку 2009 року підписав контакт з «Олександрією», після того, як пройшов перегляд. У команду його запросив головний тренер Юрій Коваль, який раніше очолював тернопільську «Ниву». У новій команді він отримав номер 77.

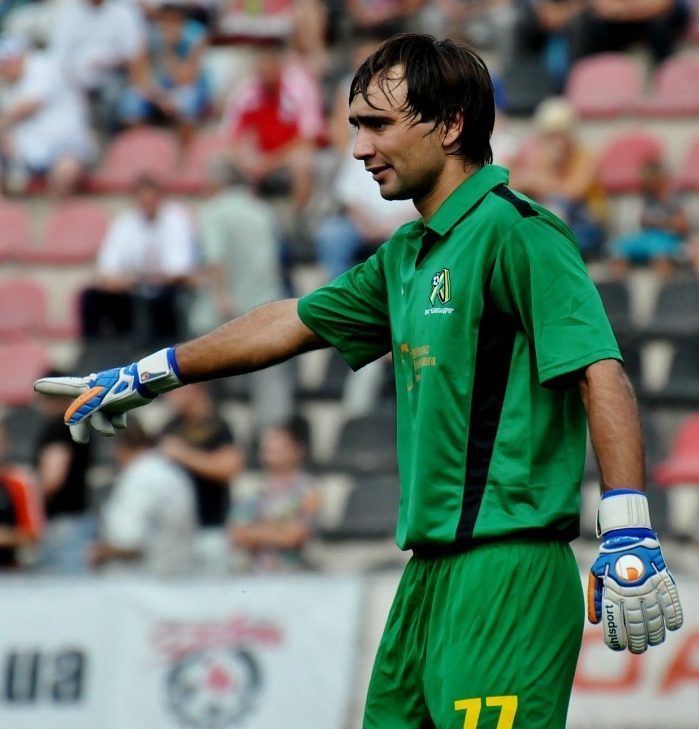
Юрій Паньків 2011 року в складі «Олександрії»

17 квітня 2009 року дебютував у складі клубу в домашньому матчі проти івано-франківського «Прикарпаття», який завершився перемогою олександрійців з рахунком 2:1. В тому матчі Паньків вийшов на 50 хвилині замість Дмитра Козаченка, який отримав травму. Перші пів року Паньків був запасним воротарем, поступаючись місцем в основі Дмитрові Козаченку. Всього у сезоні 2008/09 Юрій зіграв 5 матчів в яких пропустив м'яч 1, а «Олександрія» стала бронзовим призером Першої ліги.
У сезоні 2009/10 «Олександрія» посіла п'яте місце в Першій лізі, а Паньків став основним воротарем і зіграв 28 матчів.
У сезоні 2010/11 Юрій провів 29 ігор, а «Олександрія» стала переможцем турніру і вийшла в Прем'єр-лігу.
8 липня 2011 року у віці 26-и років Паньків дебютував у Прем'єр-лізі в 1-му турі сезону 2011/12 у виїзному матчі проти полтавської «Ворскли». На 50-й хвилині Давид Таргамадзе вивів «Олександрію» вперед, а з 58 хвилини клуб грав у меншості після видалення Андрія Гітченка. На 77-й хвилині арбітр Анатолій Жабченко призначив пенальті у ворота «Олександрії», який Юрій Паньків відбив після удару Сергія Закарлюки. Після матчу Юрій зізнався, що стрибати у правий кут йому підказав тренер воротарів Андрій Ковтун. Також сайти Football.ua і UA-Футбол включили його у символічну збірну туру.
Попри те, що в першій половині 2011/12 Паньків у 20-и іграх пропустив 39 м'ячів, до його гри претензій не було. У тому сезоні Юрій зіграв у всіх 30-и іграх першости, в яких пропустив 58 м'ячів, але «Олександрія» посіла останнє 16 місце і вилетіла назад у Першу лігу.

### «Арсенал»
На початку червня 2012 року перейшов до київського «Арсеналу», який того сезону вперше у своїй історії стартував у єврокубках і шукав заміну голкіперу Сергію Погорілому, що покинув команду. У новий клуб Паньків перейшов разом з партнером по «Олександрії» Андрієм Гітченком.
22 липня 2012 року дебютував за київський клуб у другому турі чемпіонату України в київському дербі проти «Динамо». Паньків в тому матчі відбив пенальті Андрія Ярмоленка та зробив ще кілька сейвів, проте його команда все одно програла з рахунком 0-1.

### «Металург» (Донецьк)
16 січня 2013 року разом з одноклубником з «Арсеналу» Володимиром Польовим уклав угоду з донецьким «Металургом». Дебютував у першому ж матчі весняної частини сезону у грі проти харківського «Металіста». Проте основним воротарем донеччан Юрій не став і більшість часу був змінником Олександра Бандури.

### «Сталь» (Кам'янське)
Улітку 2015 року «Металург» оголосив себе банкрутом, вакантне місце в Прем'єр-лізі України посіла кам'янська «Сталь», куди й перейшов Юрій разом з Бандурою, зберігши 79 номер. Проте і тут основним воротарем у дебютному матчі «Сталі» в еліті став Бандура, а Паньків залишився на лавці.

### Повернення в «Олександрію»
23 червня 2017 року, після завершення контракту з кам'янською «Сталлю», перейшов до складу іншого представника Прем'єр-ліги — ФК «Олександрії».
10 листопада 2018 року в матчі з «Арсеналом-Київ» Юрій Паньків удесяте став переможцем 26-ї дуелі пенальті в чемпіонатах України.
У матчі 14 туру Прем'єр-ліги сезону 2019/20 з «Олімпіком» (0:0) Юрій Паньків був вилучений вже на 4-й хвилині матчу. Таким чином він став співавтором найшвидшого вилучення воротаря в чемпіонатах України.

## Кар'єра в збірній
У 2001 році зіграв 1 матч у футболці юнацької збірної України (U-16), в якому пропустив два м'ячі.
Наприкінці травня 2019 року, через травму Дениса Бойка та виступи Андрія Луніна на молодіжному чемпіонаті світу, отримав дебютний виклик до національної збірної України, проте, так і не зіграв жодної гри.

## Статистика
Станом на 9 вересня 2021 року
| Сезон   | Клуб                 | Ліга         | Чемпіонат | Чемпіонат | Кубок | Кубок | Дублери | Дублери | Єврокубки | Єврокубки |
| Сезон   | Клуб                 | Ліга         | Ігри      | Голи      | Ігри  | Голи  | Ігри    | Голи    | Ігри      | Голи      |
| ------- | -------------------- | ------------ | --------- | --------- | ----- | ----- | ------- | ------- | --------- | --------- |
| 1998/99 | «Карпати» (Львів)    | ДЮФЛ         | 12        | -?        | —     | —     | —       | —       | —         | —         |
| 1998/99 | «Форум-Аякс»         | ДЮФЛ         | 1         | −2        | —     | —     | —       | —       | —         | —         |
| 1998/99 | УФК (Львів)          | ДЮФЛ         | 5         | −2        | —     | —     | —       | —       | —         | —         |
| 1999/00 | «Карпати» (Львів)    | ДЮФЛ         | 5         | -?        | —     | —     | —       | —       | —         | —         |
| 2000/01 | «Карпати» (Львів)    | ДЮФЛ         | 13        | -?        | —     | —     | —       | —       | —         | —         |
| 2000/01 | «Волинь» (Луцьк)     | ДЮФЛ         | 2         | −2        | —     | —     | —       | —       | —         | —         |
| 2000/01 | «Карпати-2»          | Друга ліга   | 2         | -?        | —     | —     | —       | —       | —         | —         |
| 2001/02 | «Галичина-Карпати»   | Друга ліга   | 12        | −7        | —     | —     | —       | —       | —         | —         |
| 2001/02 | «Карпати-2»          | Перша ліга   | 2         | −5        | —     | —     | —       | —       | —         | —         |
| 2002/03 | «Галичина-Карпати»   | Друга ліга   | 23        | -?        | —     | —     | —       | —       | —         | —         |
| 2003/04 | «Галичина-Карпати»   | Друга ліга   | 5         | −7        | —     | —     | —       | —       | —         | —         |
| 2003/04 | «Карпати-2»          | Перша ліга   | 12        | -?        | —     | —     | —       | —       | —         | —         |
| 2004/05 | «Карпати-2»          | Друга ліга   | 12        | −10       | —     | —     | —       | —       | —         | —         |
| 2005/06 | «Газовик-Скала»      | Перша ліга   | 4         | -?        | —     | —     | —       | —       | —         | —         |
| 2005/06 | «Енергетик»          | Перша ліга   | 8         | −5        | —     | —     | —       | —       | —         | —         |
| 2006/07 | «Львів»              | Перша ліга   | 10        | −15       | —     | —     | —       | —       | —         | —         |
| 2006/07 | «Десна»              | Перша ліга   | 1         | −2        | —     | —     | —       | —       | —         | —         |
| 2007/08 | «Нива» (Тернопіль)   | Друга ліга   | 20        | -?        | 2     | 0     | —       | —       | —         | —         |
| 2008/09 | «Нива» (Тернопіль)   | Друга ліга   | 13        | −9        | —     | —     | —       | —       | —         | —         |
| 2008/09 | «Олександрія»        | Перша ліга   | 5         | -1        | —     | —     | —       | —       | —         | —         |
| 2009/10 | «Олександрія»        | Перша ліга   | 27        | −26       | 1     | 0     | —       | —       | —         | —         |
| 2010/11 | «Олександрія»        | Перша ліга   | 29        | −20       | 2     | −2    | —       | —       | —         | —         |
| 2011/12 | «Олександрія»        | Прем'єр-ліга | 30        | −58       | —     | —     | —       | —       | —         | —         |
| 2012/13 | «Арсенал» (Київ)     | Прем'єр-ліга | 11        | -25       | 1     | 0     | —       | —       | 1         | 0         |
| 2012/13 | «Металург» (Донецьк) | Прем'єр-ліга | 10        | -25       | —     | —     | —       | —       | —         | —         |
| 2013/14 | «Металург» (Донецьк) | Прем'єр-ліга | 17        | -21       | —     | —     | —       | —       | 2         | -2        |
| 2014/15 | «Металург» (Донецьк) | Прем'єр-ліга | 9         | -16       | 1     | -2    | —       | —       | —         | —         |
| 2015/16 | «Сталь» (Кам'янське) | Прем'єр-ліга | 21        | -21       | 3     | -5    | —       | —       | —         | —         |
| 2016/17 | «Сталь» (Кам'янське) | Прем'єр-ліга | 28        | -30       | —     | —     | —       | —       | —         | —         |
| 2017/18 | «Олександрія»        | Прем'єр-ліга | 25        | -22       | 1     | -3    | —       | —       | 4         | -3        |
| 2018/19 | «Олександрія»        | Прем'єр-ліга | 31        | -41       | —     | —     | —       | —       | —         | —         |
| 2019/20 | «Олександрія»        | Прем'єр-ліга | 27        | -41       | 1     | -1    | —       | —       | 6         | -10       |
| 2020/21 | «Олександрія»        | Прем'єр-ліга | 18        | -24       | 3     | -2    | —       | —       | —         | —         |
| 2021/22 | «Рух» (Львів)        | Прем'єр-ліга | 11        | -14       | —     | —     | —       | —       | —         | —         |

## Досягнення

### Командні
- Перша ліга чемпіонату України
  -  Чемпіон (1): 2010/11
  -  Бронзовий призер (1): 2008/09

- Друга ліга чемпіонату України
  -  Срібний призер (1): 2007/08
  -  Бронзовий призер (1): 2004/05

### Індивідуальні
- «Голкіпер року в Україні-2018» за версією газети Молодь України[25]